# Luis Pérez Maqueda
Luis Jesús Pérez Maqueda (Utrera, Sevilla, 4 de febrero de 1995) es un futbolista profesional español que juega como defensa. Su último club ha sido el Real Valladolid.

## Trayectoria
Formado en las categorías inferiores del Sevilla F. C. ocupa la posición de lateral derecho, aunque también ha jugado de defensa central. En su etapa como juvenil, temporada 2013-14, consiguió proclamarse campeón de la Copa del Rey, con el conjunto hispalense, en una vibrante final en la que se enfrentó al Real Madrid C. F. Luis ha militado también en el Sevilla F. C. C y el Sevilla Atlético. En la temporada 2015-16 militó en el Real Jaén C. F., del grupo IV de Segunda División B, en el que fue una pieza clave y disputó 36 partidos.
Para la temporada 2016-17 firmó por el Elche C. F. para jugar en Segunda División. Debido al descenso del Elche, en el mercado de verano de la temporada 2017-18 firmó por el C. D. Tenerife para reforzar la defensa.
Después de tres temporadas en el conjunto insular, el 23 de julio de 2020 se hizo oficial su fichaje hasta 2023 por el Real Valladolid C. F., contrato que en 2022 se prorrogó hasta el año 2025. En este club, llegó a ser uno de los jugadores más veteranos y determinantes. Incluso fue nombrado capitán del equipo. Sin embargo, Luis Pérez mantuvo desavenencias públicas con compañeros, socios y aficionados, hasta el punto de, en el año 2025, no participar en algunos encuentros de casa para evitar los abucheos. La discrepancia más llamativa ocurrió durante el partido de liga Real Valladolid Vs. Getafe C.F. (2024-2025) cuando agredió en el banquillo a su compañero Juanmi Latasa tras una discusión verbal entre ambos, lo que motivó la apertura de un expediente disciplinario para los dos deportistas,  a partir del cual Luis Pérez quedó relegado de la capitanía.
El 30 de junio de 2025 su contrato con el Real Valladolid C. F. finalizó.

## Clubes
Actualizado a 23 de julio de 2025.
| Club                  | País          | Año           | PJ  | G |
| --------------------- | ------------- | ------------- | --- | - |
| Sevilla Atlético      | España        | 2014-2015     | 2   | 0 |
| Real Jaén C. F.       | España        | 2015-2016     | 34  | 0 |
| Elche C. F.           | España        | 2016-2017     | 23  | 0 |
| C. D. Tenerife        | España        | 2017-2020     | 104 | 0 |
| Real Valladolid C. F. | España        | 2020-2025     | 158 | 2 |
| Total carrera         | Total carrera | Total carrera | 321 | 2 |